# Pokrevní příbuzenství
Pokrevní příbuzenství (latinsky consanguinitas) je poměr osob založený na tom, že jedna osoba rodem pochází od druhé, nebo že obě pocházejí od téže osoby třetí.
Pokud jedna osoba pochází přímo nebo nepřímo od druhé, mluvíme o příbuzenství v linii přímé (cognatio in linea recta). Pokud ty-které osoby pocházejí od téže osoby třetí, mluvíme o příbuzenství v linii příčné neboli pobočné (cognatio in linea obliqua) a příbuzných pobočných (collaterales).
V linii přímé se rozeznávají předkové (ascendentes), čili pokolení vzestupné (linea superior sive ascendens) a potomci (descendentes), či pokolení sestupné (linea inferior sive descendens).
Příbuzenství pobočné je plnokrevné čili plnorodé nebo polokrevné čili polorodé podle toho, zda příbuzní pocházejí od téhož páru lidí nebo mají jen jediného společného předka. Plnorodí sourozenci (germani), jakož i polorodí mající společného otce, se nazývají v římském právu consanguinei, polorodí sourozenci z téže matky se nazývají uterini.
V právu záleží často na blízkosti, neboli na stupních, kolenech (gradus) pokrevního příbuzenství, které se v právních systémech rozličných národů určují různým způsobem.
V moderním právu si zachovalo pokrevní příbuzenství velký význam už jen v oboru rodinného práva a dědického práva a jen výjimečně v jiných právních oborech. Naproti tomu však na nižších stupních právní kultury všech národů hrálo velmi významnou roli. Podle názoru právních historiků a sociologů bylo zdrojem, ze kterého pocházela všechna práva i povinnosti jednotlivců. Jen v pokrevních svazcích člověk docházel faktické i právní ochrany, jakož i svého úplného, ačkoli tehdy jen primitivního, rozvoje. Teprve na vyšším stupni kultury se vyvinuly tzv. společenské svazky, které převzaly mnohé úkoly, které dříve byly plněny jen pokrevními svazky. Z nich největší význam mělo rodinné společenství.

## Pokrevní příbuzenství manželů
V některých zemích je pokrevní příbuznost manželů častější (Afrika, Japonsko, Indie), jinde jsou takové sňatky vzácné. Mají na to vliv náboženství a místní tradice.
Stupeň konsangvinity udává koeficient příbuznosti. Tento koeficient je zároveň mírou pravděpodobnosti, že dva příbuzní budou mít stejný gen. U sourozenců je to 1/2, u bratrance a sestřenice 1/8. Toto zvyšuje nebezpečí, že potomek z příbuzenského manželství bude mít recesivní dědičné onemocnění.
U potomků z pokrevně příbuzných manželství bývá častější potratovost, vyšší míra vývojových vad a dědičných chorob.